# Astragalus tenuicaulis
Astragalus tenuicaulis är en ärtväxtart som beskrevs av Aleksandr Andrejevitj Bunge. Astragalus tenuicaulis ingår i släktet vedlar, och familjen ärtväxter. Inga underarter finns listade i Catalogue of Life.